# 菲律賓長途電話公司
菲律賓長途電話公司是菲律賓最大的電信和數位服務公司，也是菲律宾最知名的互聯網服務提供商。

## 外部連結
- 官方网站
- Smart Communications （页面存档备份，存于）